# Fiálé

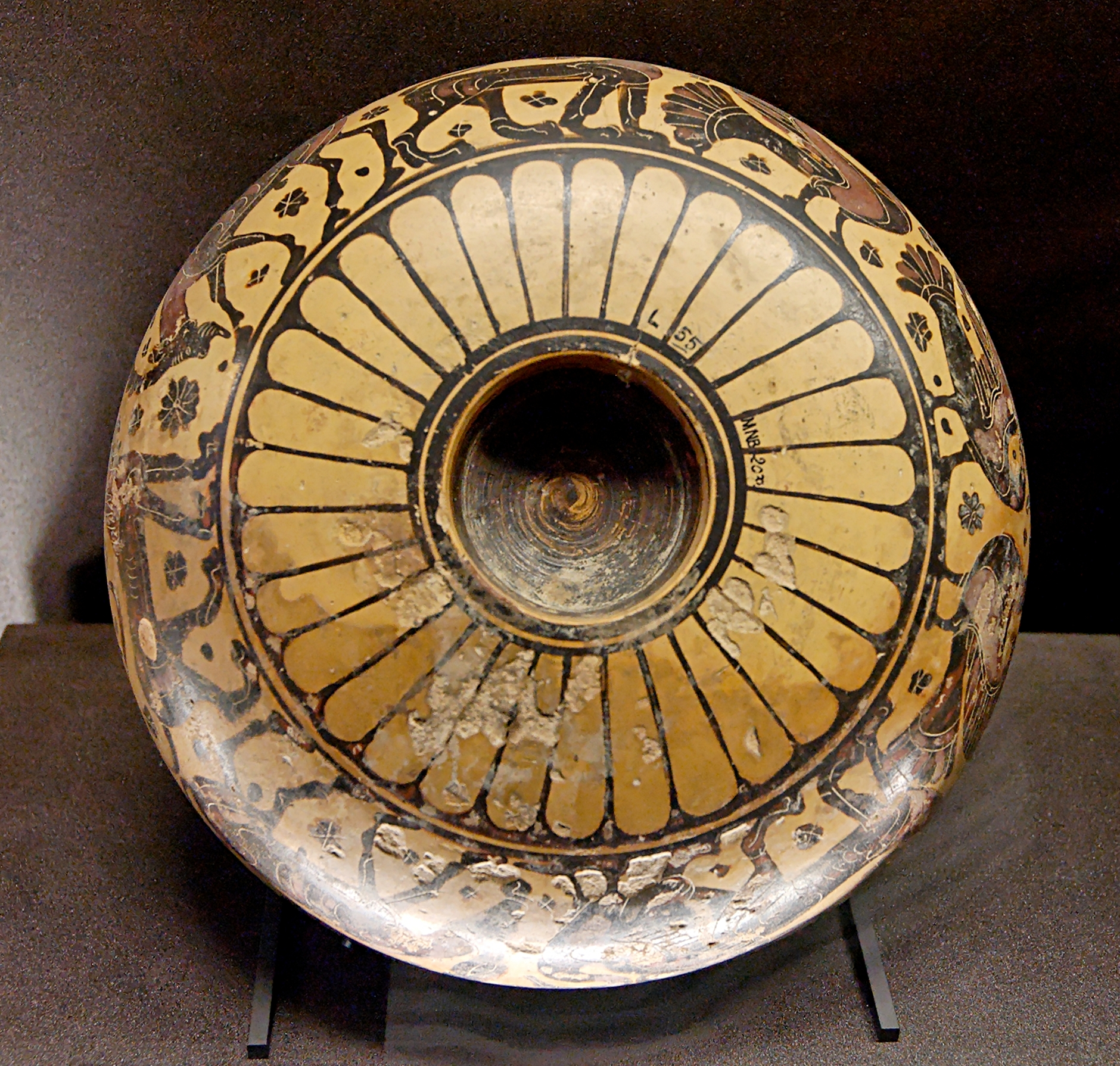
Archaická forma fiálé, keramika, Korint, kolem 600 př. n. l.

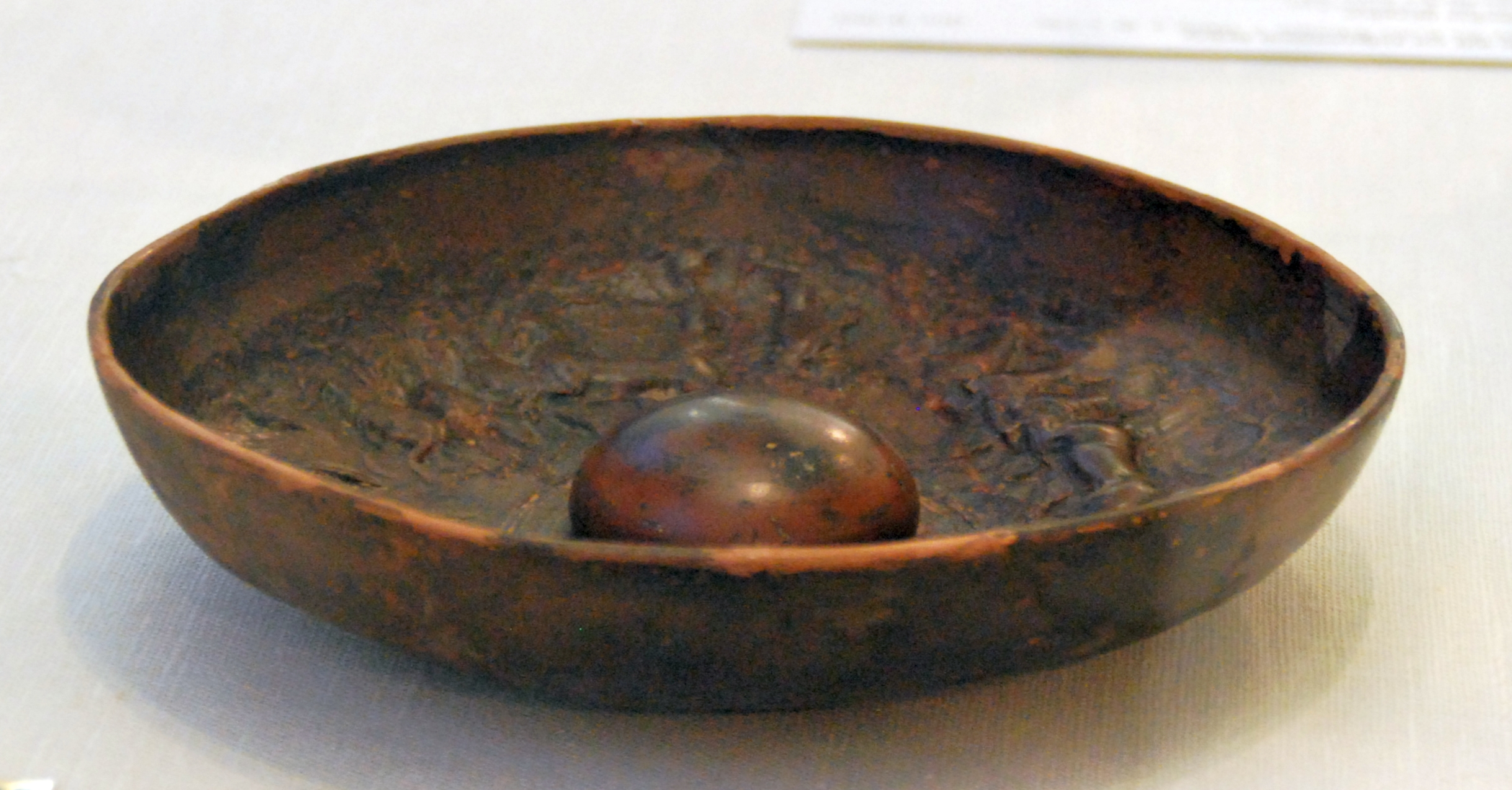
Klasická forma fiálé, keramika, reliéf uvedení Hérakla na Olymp, 3. stol. př. n. l.

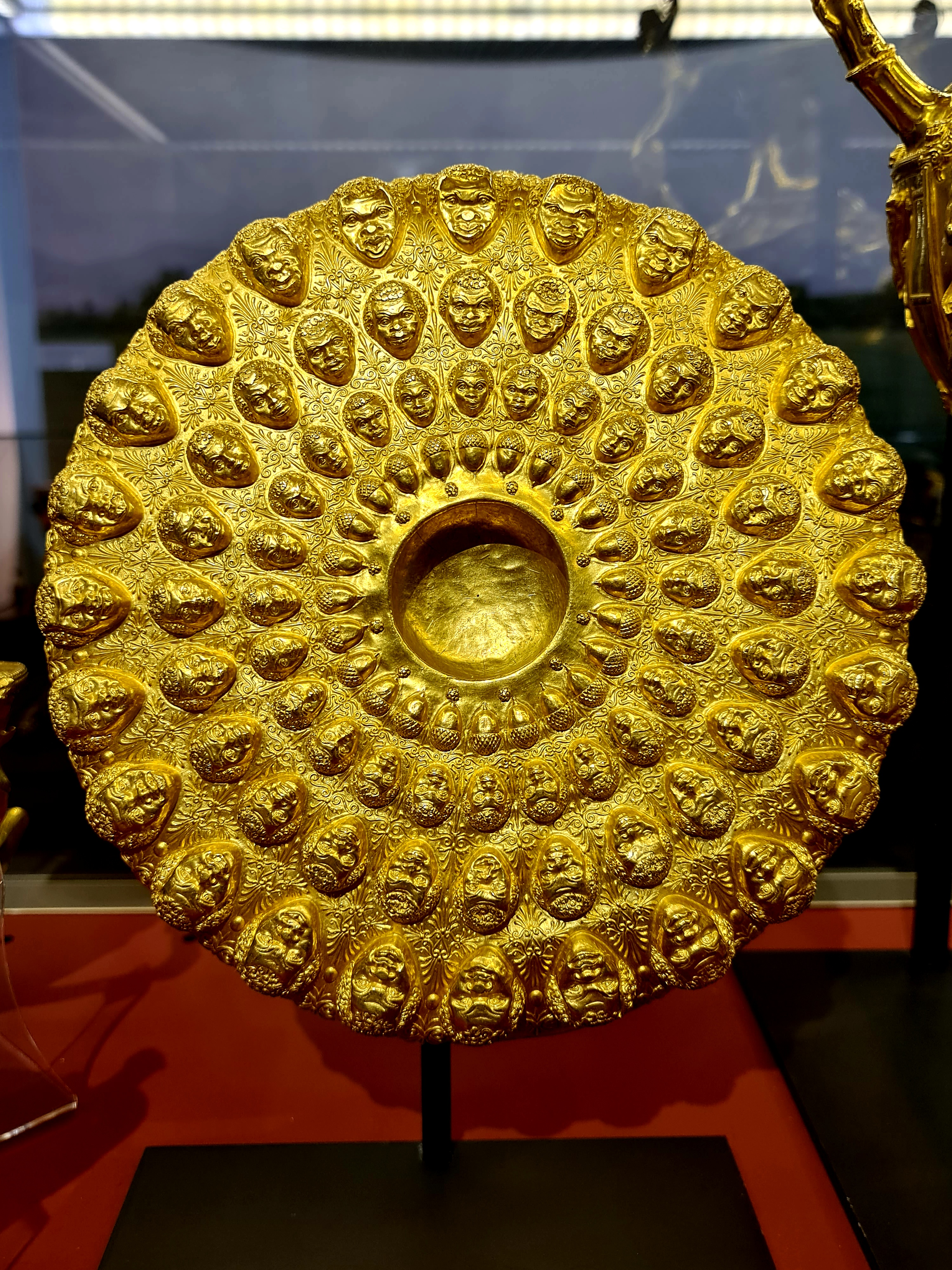
Zlatá fiálé z Panagurského pokladu v Bulharsku,

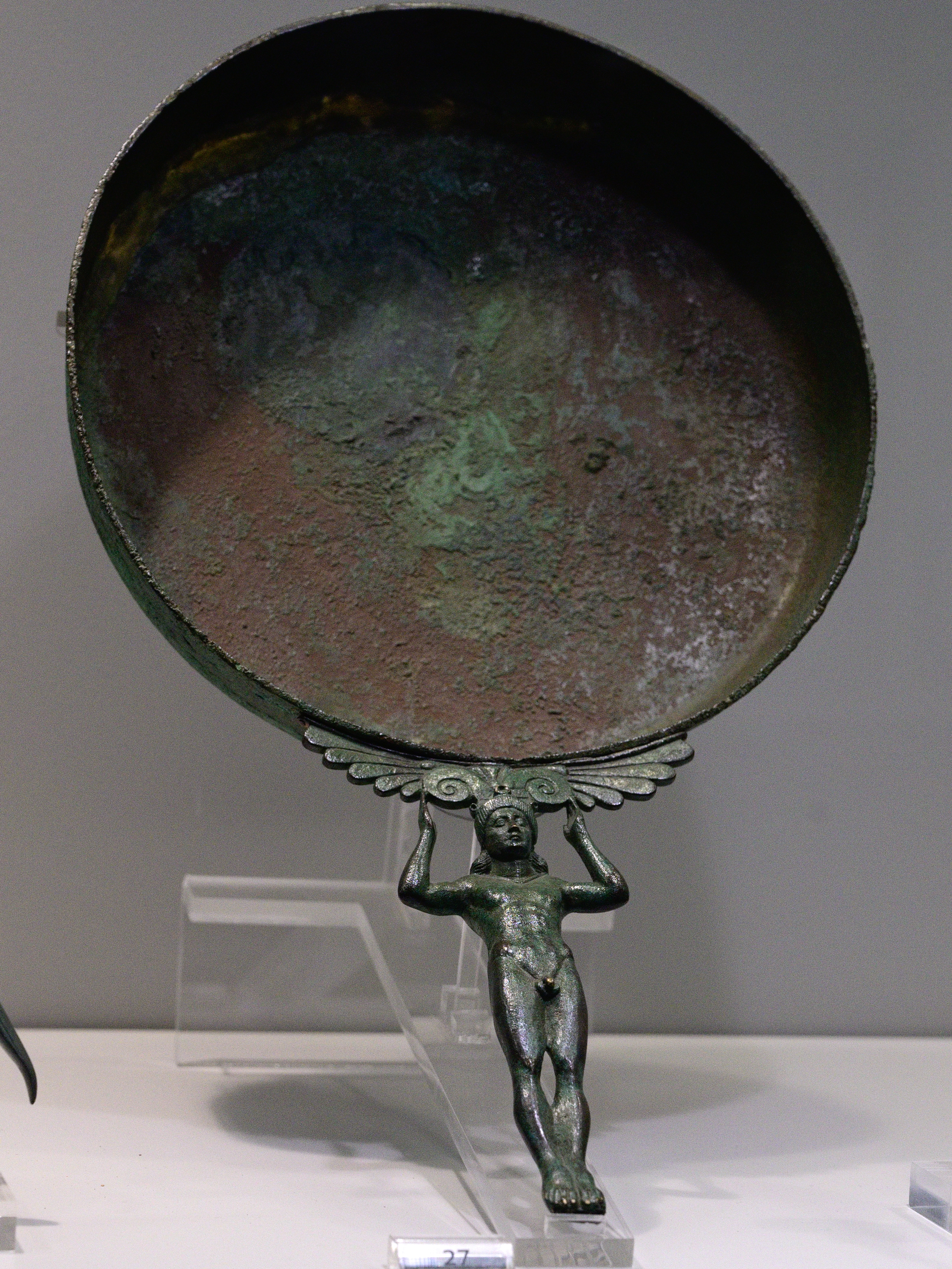
Patera s postavou muže na držadle, bronz, 6. stol. př. n. l.

Fiálé (řecky φιάλη, plurál: fiálai, latinsky patera ) je bezuchá starověká řecká nebo římská nádoba z keramiky nebo z kovu. 

## Popis
Jde o misku kruhového tvaru s reliéfní výzdobou dna či bez výzdoby. Pro snazší uchopení může mít kruhovou prohlubeň na spodní straně dna a oblou plastickou úchytku uprostřed horní plochy dna. 

## Materiál a výzdoba
V keramice je tento tvar poměrně vzácný, častěji se fiálé zhotovovala z kovu, a to z bronzu, stříbra nebo výjimečně i ze zlata. Často se zhotovovala během 3. a 2. století př. n. l. v řeckých koloniích v Kampánii.

### Panagjurištská fiálé
Výjimečný exemplář zlaté fiálé, pravděpodobně thráckého původu ze 4. až 3. století př. n. l. byl nalezen roku 1949 v pokladu z Panagjurište v Bulharsku. Na mírně vypuklém dně s prohlubní uprostřed jsou vytepány středově symetrické motivy ze 24 žaludů, s třemi vlysy se 72 hlavami mužů, které se směrem ven zvětšují. Na hrdle fiálé je vyryta její hodnota - 200 a půl drachmy a 1 obolus podle mincovního systému řeckého města Lampsakos.

## Účel
Fiálé sloužila především k pití nebo k libačním rituálům.
Ve starověkém Římě se užívá pod názvem patera a někdy je vybavena jedním horizontálním držadlem.